# Acuera fructa
Acuera fructa är en insektsart som beskrevs av Delong och Freytag 1974. Acuera fructa ingår i släktet Acuera och familjen dvärgstritar. Inga underarter finns listade i Catalogue of Life.